# Heterochaeta reticulata
Heterochaeta reticulata är en bönsyrseart som beskrevs av Roger Roy 1976. Heterochaeta reticulata ingår i släktet Heterochaeta och familjen Mantidae. Inga underarter finns listade i Catalogue of Life.